# Petrinja
Petrinja (tyska: Petrinia) är en stad i Kroatien. Staden har 13 801 invånare (2001) och ligger i Sisak-Moslavinas län i centrala Kroatien. 

## Historia
Staden nämns för första gången i ett dokument från 1240 som beskriver de förmåner som stadens invånare tilldelats av den slavonske hertigen Koloman vilket även senare tillstyrktes av den kroatisk-ungerske kungen Béla IV. Det medeltida Petrinja, som nämns i dokumentet från 1240, låg några kilometer söder om dagens stad på platsen där byn Jabukovec idag ligger. 
Under 1200-talet fram till 1500-talet styrdes staden av olika kroatiska adelsfamiljer, däribland familjerna Gisingovac, Babonić, Zudar och Frankopan. 
Det gamla Petrinja raserades i krigen med osmanerna som under 1500-talet avancerade allt längre norrut. 1531 lyckades de inta staden för första gången och sedan de 1542 intagit och förstört det gamla Petrinja uppförde de en borg vid sammanflödet av floderna Petrinjčica och Kupa. Borgen var tänkt att tjäna osmanerna vid fortsatta erövringståg mot Sisak och Turopoljeområdet. Den 10 augusti 1594 slog dock den kroatiska armén tillbaka och lyckades inta borgen och befria området permanent. Efter att osmanerna drivits på flykten utvecklades det nya Petrinja och borgen byggdes om. Petrinja blev då en viktig garnisonsstad i den av habsburgarna upprättade Militärgränsen .

## Stadsbild och arkitektur
Sankt Lars kyrka (Crkva Svetog Lovre) uppfördes 1603 men byggdes om 1781 i barock- och nyklassicistisk stil. Under det kroatiska självständighetskriget 1991-1995 förstördes kyrkan helt av de serbiska rebellerna. Kyrkan är idag helt återbyggd enligt gamla skisser. 